# Oude Liermolen
De Oude Liermolen is een voormalige poldermolen in De Lier (gemeente Westland). Deze stenen grondzeiler werd in 1717 aan de Laan van Adrichem gebouwd, ter vervanging van een eerdere wipmolen of achtkante bovenkruier uit 1595. Het was de derde molen op deze plaats. De Oude Liermolen bemaalde samen met een tweede molen de Oude Lierpolder. In 1929 kwam een einde aan de windbemaling. De molen werd onttakeld en de romp werd geschikt gemaakt als behuizing voor een stationaire motor, een dieselmotor van het merk Crossley. Deze motor drijft een vijzel aan, die het water ca. 1,50 m. opvoert. Voor het opstarten van de motor wordt gebruikgemaakt van perslucht en gloeilonten.
Sinds 1977 is het gemaal eigendom van het Hoogheemraadschap van Delfland, dat het nog tientallen jaren gebruikte als reservegemaal voor de polder. De motor uit 1929 staat nog steeds in de molenromp. Het gemaal is nog steeds maalvaardig en kan eventueel worden ingezet. Het geheel is een rijksmonument.
(niet compleet)
Polder · Gemaal · Hoogheemraadschap Delfland